# Isola Spert
L'Isola Spert è un'isola situata al largo dell'estremità occidentale dell’isola Trinity, nell'arcipelago Palmer dell'Antartide. Mappato dalla spedizione antartica svedese sotto Nordenskjold, 1901-04. Nominato dal Comitato britannico per i toponimi antartici (UK-APC) nel 1960 per Sir Thomas Spert, controllore delle navi del re al tempo di Enrico VIII, fondatore e primo maestro dei marinai d'Inghilterra, che in seguito divenne la Corporation of Trinity House. 